# Baubigny (Côte-d'Or)
Baubigny is een gemeente in het Franse departement Côte-d'Or (regio Bourgogne-Franche-Comté) en telt 267 inwoners (2005). De plaats maakt deel uit van het arrondissement Beaune.
De oudste delen van de dorpskerk (de toren en het koor) zijn 12e-eeuws en gebouwd in romaanse stijl.
Buiten het dorp ligt de archeologische site van Dracy. Dracy was een gehucht dat voor het eerst genoemd werd in 1285 maar waarschijnlijk ouder was. Rond 1300 telde het dorp een twintigtal natuurstenen huizen en ongeveer honderd inwoners. De bevolking leefde van de landbouw, voornamelijk de wijnbouw. Na 1420 werd het gehucht verlaten nadat een groot deel van de bevolking was omgekomen bij een pestuitbraak. Tussen 1964 en 1977 werd er archeologisch onderzoek gedaan onder leiding van Jean-Marie Pesez en Françoise Piponnier.

## Geografie
De oppervlakte van Baubigny bedraagt 10,5 km², de bevolkingsdichtheid is 25,4 inwoners per km².
De onderstaande kaart toont de ligging van Baubigny (Côte-d'Or) met de belangrijkste infrastructuur en aangrenzende gemeenten.

## Demografie
Onderstaande figuur toont het verloop van het inwonertal (bron: INSEE-tellingen).